# Canton de Saint-Junien-Ouest
Le canton de Saint-Junien-Ouest est un ancien canton français située dans le département de la Haute-Vienne et la région Nouvelle-Aquitaine.

## Géographie
Ce canton était organisé autour de Saint-Junien dans l'arrondissement de Rochechouart. Son altitude variait de 153 m (Saillat-sur-Vienne) à 317 m (Saint-Junien) pour une altitude moyenne de 187 m.

## Histoire
Le canton a été créé par le décret n° 73-821 du 16 août 1973 divisant le canton de Saint-Junien.
Il est supprimé par le décret du 13 février 2014.

## Représentation
| Période | Période | Identité      | Étiquette    | Qualité                                                                             |
| ------- | ------- | ------------- | ------------ | ----------------------------------------------------------------------------------- |
| 1973    | 2001    | André Demery  | PCF puis ADS | Employé de commerce Adjoint au Maire de Saint-Junien                                |
| 2001    | 2015    | Pierre Allard | ADS          | Cadre supérieur Maire de Saint-Junien depuis 2001 Vice-Président du Conseil Général |

## Composition
Le canton de Saint-Junien-Ouest regroupait 2 communes + une fraction et comptait 8 273 habitants au recensement de 2010.
| Communes            | Population (2012) | Code postal | Code Insee |
| ------------------- | ----------------- | ----------- | ---------- |
| Chaillac-sur-Vienne | 1 133             | 87200       | 87030      |
| Saillat-sur-Vienne  | 807               | 87720       | 87131      |
| Saint-Junien        | 6 333             | 87200       | 87154      |

## Démographie
| 1962 | 1968 | 1975 | 1982 | 1990 | 1999  | 2006  | 2010  |
| ---- | ---- | ---- | ---- | ---- | ----- | ----- | ----- |
| -    | -    | -    | -    | -    | 7 884 | 8 451 | 8 273 |